# Renner János
Renner János (Sopron, 1889. június 5. – Budapest, 1976. január 30.) magyar fizikus, geofizikus, címzetes egyetemi tanár.

## Élete
Egyetemi tanulmányait a Budapesti Tudományegyetemen végezte el, ahol 1912-ben tanári diplomát szerzett. 1911-ben bekapcsolódott Eötvös Loránd torziós ingával kapcsolatosan végzett méréseibe, és e problémakör specialistájává vált. Eötvös irányítása alatt több évig munkálkodott az egyetem Fizikai Intézetében, ahol a laboratóriumi kísérletek mellett a torziós ingával és más műszerekkel terepi méréseket is végzett. 1914-ben a budapesti evangélikus gimnáziumban kezdett el tanítani, majd 1945 és 1948 között az intézmény igazgató szerepét is betöltötte. Tanári működésével párhuzamosan foglalkozott a geofizika elméleti és gyakorlati kérdéseivel is. Többek között Magyarországon, valamint 1923–24-ben és 1925–26-ban Indiában, és 1927–28-ban  Franciaországban is végzett geofizikai méréseket; 1932 és 1935 között a súlyos és tehetetlen tömeg arányosságával kapcsolatban álló kísérleteket végzett. Kísérleteivel az arányosság kimutatására vonatkozó mérés pontosságát, az Eötvös-féle mérésekhez viszonyítva egy nagyságrenddel sikerült fokoznia. A Geofizikai Intézet laboratóriumaiban leginkább az Eötvös-féle torziós inga továbbfejlesztésével foglalkozott. Nagyrészt neki köszönhető a rendszeres terepi használatra is alkalmas Eötvös-ingák kifejlesztése. 1947-ben megbízták a Magyar Állami Eötvös Loránd Geofizikai Intézet vezetésével is. 1950–1954-ben a Geofizikai Intézet igazgatójaként is működött. Igen jelentős szerepet játszott Magyarország gravitációs alaphálózati feltérképezésének megszervezésében. 1954-től 1961-ig, nyugdíjba vonulásáig az intézet tudományos munkatársa, valamint egy ideig gravitációs osztályának vezetője volt. Ezután az Eötvös Loránd Tudományegyetem Geofizikai Tanszékén munkálkodott. Folytatta tudományos kutatásait, a gravitáló és a tehetetlen tömegek arányosságával, valamint a gravitációs állandó új meghatározásával kapcsolatos vizsgálatait. Jelentősek a függővonal-elhajlások interpolációjának terén végzett felsőgeodéziai kutatásai is.

## Munkái
Számos tanulmányt írt a geofizikai kutatómódszerek fejlődésével, az elektrooptika kérdéseivel és tanárával, Eötvös Loránddal kapcsolatban. Középiskolai fizikatankönyvet és kézikönyvet is írt.
Főbb művei a következők:
- Eötvös Lorándra vonatkozó irodalom (Eötvös Loránd Emlékkönyv, Bp., 1930)
- Kísérleti vizsgálatok a tömegvonzás és tehetetlenség arányosságáról (Mathematikai és Természettudományi Értesítő, 1935)
- A fizika elemei (Bp., 1944, Természettudományi Könyvkiadó Vállalat)
- La fondation et l'activité de l' Institut Geophysique (Geoph. Pura et Applicata, 1948)
- Schwerkraftsuntersuchungen in Ungarn (Acta Technica, 1959)
- Vizsgálatok a függővonalelhajlások terén (Geofizikai Közlöny, 1960)
- Eötvös Loránd (Műszaki Nagyjaink, II., Bp., 1967)
- Renner János, Salát Péter, Stegena Lajos, Szabadváry László, Szemerédy Pál (1970): Geofizikai kutatási módszerek III. Felszíni geofizika, Tankönyvkiadó, Budapest.

## Emlékezete
A Magyar Geofizikusok Egyesülete 1986 óta adja át a róla elnevezett Renner János-emlékérmet.

## Díjai, kitüntetései
- Kossuth-díj, 1954
- Eötvös Loránd-emlékérem, 1960, életművéért a Magyar Geofizikusok Egyesületétől
- Eötvös Loránd Fizikai Társulat Érme, 1969, az Eötvös Loránd Fizikai Társulattól
- Pro Geophysica-emlékérem, 2000 (posztumusz)
- Magyar Örökség díj, 2002 (posztumusz)